# Contarinia scrophulariae
Contarinia scrophulariae är en tvåvingeart som beskrevs av Jean-Jacques Kieffer 1896. Contarinia scrophulariae ingår i släktet Contarinia och familjen gallmyggor. Inga underarter finns listade i Catalogue of Life.